# Bulverde
Bulverde és una població dels Estats Units a l'estat de Texas. Segons el cens del 2000 tenia 3.761 habitants.

## Demografia
Segons el cens del 2000, Bulverde tenia 3.761 habitants, 1.292 habitatges, i 1.131 famílies. La densitat de població era de 191,3 habitants/km².
Dels 1.292 habitatges en un 41,6% hi vivien nens de menys de 18 anys, en un 79,6% hi vivien parelles casades, en un 5,7% dones solteres, i en un 12,4% no eren unitats familiars. En el 10,1% dels habitatges hi vivien persones soles el 3,6% de les quals corresponia a persones de 65 anys o més que vivien soles. El nombre mitjà de persones vivint en cada habitatge era de 2,91 i el nombre mitjà de persones que vivien en cada família era de 3,12.
Per edats la població es repartia de la següent manera: un 28,3% tenia menys de 18 anys, un 5,2% entre 18 i 24, un 27,7% entre 25 i 44, un 29,2% de 45 a 60 i un 9,6% 65 anys o més.
L'edat mediana era de 40 anys. Per cada 100 dones de 18 o més anys hi havia 96,4 homes.
Entorn de l'1,5% de les famílies i el 2,3% de la població estaven per davall del llindar de pobresa.

## Poblacions més properes
El següent diagrama mostra les poblacions més properes.